# نياخرم
نياخرم هي قرية في مقاطعة خلخال، إيران. عدد سكان هذه القرية هو 127 في سنة 2006.